# Sphingonaepiopsis chloroptera
Sphingonaepiopsis chloroptera är en fjärilsart som beskrevs av Von Mentzer 1974. Sphingonaepiopsis chloroptera ingår i släktet Sphingonaepiopsis och familjen svärmare. Inga underarter finns listade i Catalogue of Life.